# Wahlitzer Gruppe

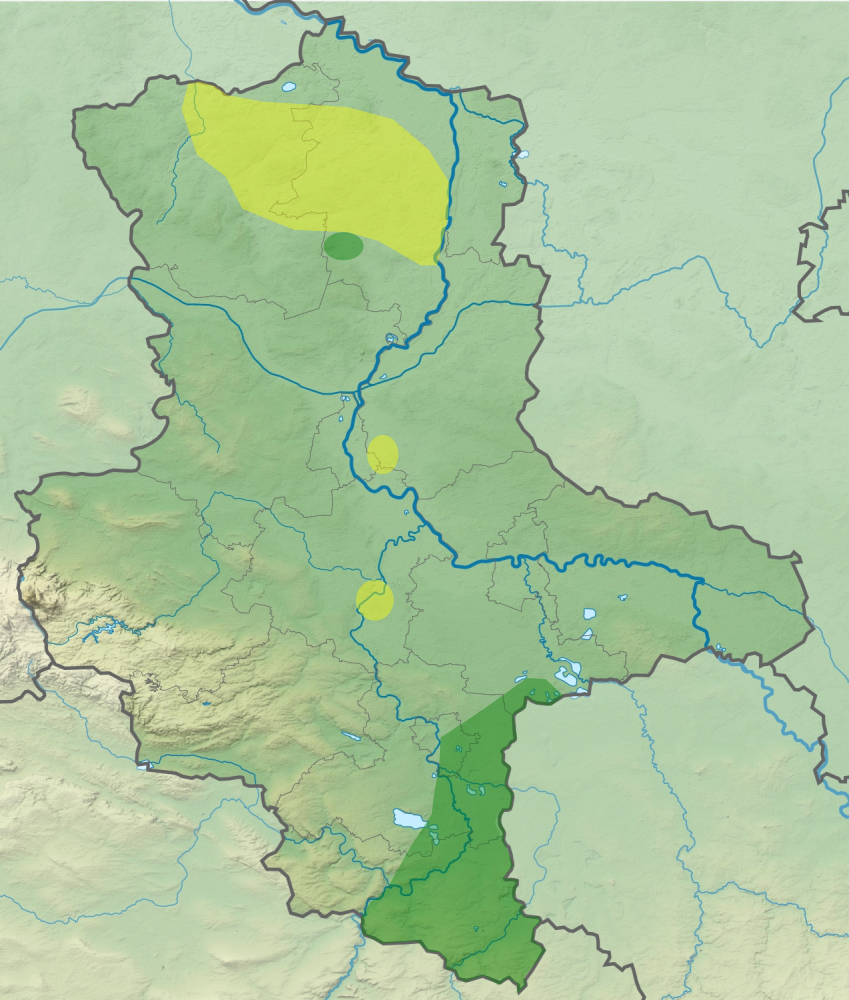
Verbreitungsgebiet der Wahlitzer Gruppe in Sachsen-Anhalt. Gelb: frühe Phase; grün: späte Phase

Als Wahlitzer Gruppe bezeichnet die Ur- und Frühgeschichte Mitteldeutschlands eine archäologische Kulturgruppe, die (etwa von 150 v. Chr. bis 60 v. Chr.) während der späten vorrömischen Eisenzeit (480 v. Chr. bis 30/60 v. Chr.) im Mittelelbe-Saalegebiet lebte.
Im Norden des heutigen Sachsen-Anhalts enthalten die Brandgräber seit etwa 150 v. Chr. einen neuen Urnentyp. Diese Urnen werden in diesem Gebiet allein in Männergräbern fassbar, sie unterscheiden sich durch ihre Trichterform von den zuvor hier üblichen Bestattungsgefäßen. Diese Urnen und ihre Vorformen finden sich ursprünglich an der Niederelbe und in Holstein sowie in der Altmark. Vor allem die als Langobardenfibel bezeichneten Fibeln verweisen auf den Raum der frühen Langobarden an der unteren Elbe als Herkunftsgebiet.
Die Gruppe legte separat von den Gräberfeldern der Gemeinschaften eigene Gräberfelder an, auf denen die Krieger mehrerer Siedlungen bestattet wurden. Sie erhielten jeweils eine Waffenausrüstung mit ins Grab. Die Forschung interpretiert die zentral separierten Gräberfelder mit Männern in Waffenausrüstung dahingehend, dass sich augenscheinlich Männer ortsübergreifend in Gefolgschaften organisierten, denen sie noch im Tod verbunden waren. Zunächst wurde eine einzelne Waffe, die Lanze ins Grab gelegt, ab Mitte des ersten Jahrhundert v. Chr. auch Schwert und Schild.

## Bestattungssitten
In der Wahlitzer Gruppe wurde Brandbestattung ausgeübt. Nach der Einäscherung wurden die Überreste in eine Urne gefüllt und die Urne mit der Asche anschließend in einer einfachen Erdgrube beigesetzt. Vollständige Ensembles der Begräbnisbeigaben sind nicht bekannt, die meisten Beigaben waren bereits durch das Scheiterhaufenfeuer zerstört.
Erkennbar ist, dass in Männergräbern jeweils eine einzelne Gewandspange mitgegeben wurde. Bei wenigen Männern wurde im Grab eine Waffe, eine eiserne Lanzenspitze gefunden.

## Charakteristische Artefakte
Ein kennzeichnendes Artefakt der Wahlitzer Gruppe ist die Fibel aus Bronzedraht. Um 150 v. Chr. wies die früheste Form dieser Fibel ein schmales rechteckiges Fußteil auf. Nachher verbreiterte sich der Fuß, die sogenannte Langobardenfibel entstand. Die letzte Form dieser Fibel hatte einen geknickten Bügel.

## Archäologische Sammlung
Die Befunde zur Wahlitzer Gruppe sind Teil der Sammlung des Landesmuseums für Vorgeschichte in Halle an der Saale.